# RJ-102

A RJ-102 é uma rodovia brasileira do estado do Rio de Janeiro. Possui 152,4 quilômetros de extensão ligando os municípios de Niterói, Maricá, Saquarema, Araruama, Arraial do Cabo, Cabo Frio e Armação dos Búzios, sendo que trecho de Cabo Frio-Búzios, conhecido como Avenida Beira-Mar passou por uma grande reforma, como iluminação e ciclovias, sendo a primeira rodovia do estado a se ter isso.
O trecho entre Saquarema e Araruama também é denominado como Estrada de Praia Seca, por atravessar todo o distrito homônimo da segunda cidade em questão. Ao adentrar o município de Arraial do Cabo, recebe outras duas denominações: Estrada de Figueira e Avenida Pedro Francisco Sanches. Entre estes municípios, a rodovia margeia a Lagoa de Araruama de um lado, além de salinas e algumas praias oceânicas do outro.
Para homenagear o ex-governador do estado do Rio de Janeiro, morto em 2000, Paulo Torres, em 2001 ela passou a ser denominada de Estrada Governador Paulo Torres, no trecho outrora chamado de Estrada Engenho do Mato, localizado no município de Niterói.